# Zazafotsy
Zazafotsy is een plaats en gemeente in Madagaskar in het district Ihosy, gelegen in de regio Ihorombe. Een volkstelling in 2001 telde het inwonersaantal op  10.000inwoners.
De plaats biedt enkel lager onderwijs aan. 90% van de bevolking werkt als landbouwer en 10% leeft van de veeteelt. Het belangrijkste landbouwproduct is rijst, andere belangrijke producten zijn pinda's en cassave.
Zazafotsy ligt langs de RN 7, 36 kilometer vanaf Ihosy.